# Amlaíb (roi d'Écosse)
Amlaíb mac Ilduilb (gaélique écossais : Amhlaigh), connu en anglais simplement comme Amlaíb (mort en 977), est  roi des Scots pendant les années 970.

## Origine
Amlaíb  est un fils de Indulf (Idulb mac Causantín) et le frère de  Cuilén (Cuilén mac Iduilb) et d'Eochaid tués tous deux en 971 par les Bretons du royaume de Strathclyde. Son nom, qui vient du vieux norrois ou du norvégien-gaël, est l'équivalent en vieil irlandais d'Óláfr.
Alex Woolf avance que le nom scandinave Amlaíb « …suggère fortement que sa famille maternelle était d'origine scandinave et vraisemblablement d'une lignée des Uí Ímair… Il serait alors le petit-fils d'Amlaíb Cúaran, ou de son cousin Amlaíb mac Gofraid ».

## rí Alban
Amlaíb est uniquement connu par les entrées qui relèvent sa mort dans les Chroniques d'Irlande et qui le désignent comme « rí Alban »  Toutes notent qu'il est tué par Kenneth II d'Écosse (Cináed mac Maíl Coluim). Les Annales d'Ulster confirment les autres Chroniques d'Irlande en ce qui concerne la mort d'Amlaíb mais précisent qu'il est tué par un certain « Cináed mac Domnaill ».
Le grand-père de Cináed mac Maíl Coluim se nommait Domnall. Le nom de Kenneth n'apparaît dans aucune liste de rois et aucun souverain  ne porte ce nom avant qu'en 973 Kenneth II d'Écosse ne rencontre Edgar le Pacifique à Chester ; de plus la durée de son règne est inconnue.

## Sources
- (en) Cet article est partiellement ou en totalité issu de l’article de Wikipédia en anglais intitulé « Amlaíb of Scotland » (voir la liste des auteurs), édition du 11 juin 2012.
- Alan Orr Anderson, Early Sources of Scottish History A.D 500–1286, vol. 1. Reprinted with corrections. Paul Watkins, Stamford, 1990.  (ISBN 1-871615-03-8).
- (en) « The Annals of Ulster », University College Cork, 15 août 2012 (consulté le 7 mai 2025)
- (en) « Bodleian Library MS. Rawl. B. 489 », sur Early Manuscripts at Oxford University, Oxford Digital Library, s.d. (consulté le 7 mai 2025).
- A.A.M. Duncan The Kingship of the Scots 842–1292: Succession and Independence. Edinburgh University Press, Édimbourg, 2002.  (ISBN 0-7486-1626-8).
- Alfred P. Smyth Warlords and Holy Men: Scotland AD 80-1000. Reprinted, Édimbourg, Edinburgh UP, 1998.  (ISBN 0-7486-0100-7) p. 210, 221, 224.
- (en) « The Annals of Ulster », sur Corpus of Electronic Texts, University College Cork, 29 août 2008 (consulté le 7 mai 2025).
- (en) Alex Woolf From Pictland to Alba 789~1070 The New Edinburgh History of Scotland. Edinburgh University Press, Edinburgh (2007)  (ISBN 9780748612345) p. 196, 205-206, 208, 211.